# Styrskär (Vårdö, Åland)
Styrskär är en ö i Åland (Finland). Den ligger i Skärgårdshavet och i kommunen Vårdö i landskapet Åland, i den sydvästra delen av landet. Ön ligger omkring 38 kilometer nordöst om Mariehamn och omkring 260 kilometer väster om Helsingfors.
Öns area är 6,6 hektar och dess största längd är 430 meter i öst-västlig riktning.